# آديلايد بيشوب
آديلايد بيشوب (بالإنجليزية: Adelaide Bishop)‏ هي مغنية ومغنية أوبرا ومخرجة وممثلة أمريكية، ولدت في 23 يونيو 1928 في مانهاتن في الولايات المتحدة، وتوفيت في 20 يونيو 2008 بسبب حادث مرور.

## وصلات خارجية
- آديلايد بيشوب على موقع IMDb (الإنجليزية)
- آديلايد بيشوب على موقع قاعدة بيانات برودواي على الإنترنت (الإنجليزية)